# Dywizjon Kontrtorpedowców
Dywizjon Kontrtorpedowców – dywizjon kontrtorpedowców Marynarki Wojennej II RP.
8 lipca 1930 roku została podniesiona bandera na ORP „Wicher”, pierwszym w historii Polskiej Marynarki Wojennej niszczycielu, jak ówcześnie nazywano kontrtorpedowce. Przez kolejne dwa lata ORP „Wicher” był jedynym okrętem tej klasy. 19 sierpnia 1932 roku do portu wojennego w Gdyni przypłynął ORP „Burza”, jednostka bliźniacza ORP „Wicher”.
15 września 1932 roku szef Kierownictwa Marynarki Wojennej zarządził sformowanie Dywizjonu Kontrtorpedowców.
29 marca 1935 roku została podpisana umowa ze stocznią J. Samuel White & Co. Ltd. w Cowes na wyspie Wight na budowę kolejnych dwóch kontrtorpedowców. 16 maja 1937 roku do portu wojennego w Gdyni wpłynął pierwszy z zamówionych niszczycieli – ORP „Grom”. Latem tego roku wszystkie trzy jednostki udały się z oficjalną kurtuazyjną wizytą do Tallinna (20 sierpnia) i Rygi (24 sierpnia). W skład dywizjonu ORP „Grom” został włączony dopiero 9 września 1937 roku.
1 grudnia 1937 roku do portu wojennego Gdynia zawinął ORP „Błyskawica. Następnego dnia okręt został postawiony do pierwszej rezerwy. 24 grudnia 1937 roku ORP „Błyskawica” weszła w skład dywizjonu, a 15 lutego 1938 roku rozpoczęła kampanię morską. Od tego czasu aż do wybuchu II wojny światowej ukształtowała się struktura organizacyjna dywizjonu. Struktura ta była ułomna. W skład dywizjonu wchodziły dwie grupy okrętów po dwie jednostki różnych typów. Dywizjon nie był jednorodnym zespołem taktycznym Floty.
18 marca 1939 roku Dywizjon Kontrtorpedowców razem z Dywizjonem Okrętów Podwodnych postawiony został w stan gotowości bojowej w związku z udziałem okrętów Kriegsmarine w aneksji okręgu Kłajpedy.
15 sierpnia 1939 roku została położona stępka pod ORP „Huragan”, trzeci niszczyciel typu Grom. W 1942 roku razem z bliźniaczym ORP „Orkan” miał zostać wcielony do Marynarki Wojennej. Mniej więcej w tym samym czasie miała być zakończona przebudowa i przezbrojenie ORP „Wicher” i „Burza”. W zamierzeniach Kierownictwa Marynarki Wojennej, przebudowa polegać miała na zastąpieniu trzech dotychczasowych kominów jednym, natomiast przezbrojenie na wymianie czterech francuskich 130 mm armat morskich wz. 1924 (4 × 1) na sześć szwedzkich 120 mm armat morskich wz. 36 (2 × 2 i 2 × 1). Ponadto na miejscu usuniętych kominów miały być zainstalowane działa przeciwlotnicze. Po wykonaniu zaplanowanych działań sylwetki obu niszczycieli zostałyby upodobnione do sylwetek niszczycieli typu Grom, a uzbrojenie wszystkich jednostek zunifikowane.
Jednostką mobilizującą dla dywizjonu była Komenda Portu Wojennego Gdynia. Dywizjon mobilizował się w okresie zagrożenia, w grupie jednostek oznaczonych kolorem zielonym. 24 sierpnia 1939 roku w porcie wojennym Hel niszczyciele pobrały amunicję, a następnie wyszły na redę helską.
30 sierpnia 1939 roku dywizjon (bez ORP „Wicher”) opuścił Gdynię, udając się w ramach planu „Peking” do Wielkiej Brytanii. 1 września 1939 roku o godz. 17.30 okręty dywizjonu rzuciły kotwicę na redzie szkockiego portu Leith, a 3 września 1939 roku przeszły do Rosyth, bazy Royal Navy. Tego samego dnia Wielka Brytania i Francja wypowiedziały wojnę III Rzeszy, a w porcie wojennym Hel samoloty Luftwaffe zatopiły ORP „Wicher”, który pozostał w kraju i wziął udział w początkowej fazie obrony wybrzeża.
4 września 1939 roku w Londynie dowódca dywizjonu, komandor Roman Stankiewicz spotkał się z pierwszym lordem Admiralicji, Winstonem Churchillem i pierwszym lordem morskim, admirałem floty sir Dudleyem Poundem. Podczas spotkania uzgodniono, że polski dywizjon pod względem operacyjnym zostanie podporządkowany dowódcy Zachodniego Obszaru Morskiego (ang. Western Approaches Command), admirałowi Martinowi Dunbar-Nasmithowi i przebazowany do Plymouth. Ponadto do dywizjonu przydzielony został zespół łącznikowy pod dowództwem kapitana marynarki Denisa. 6 września 1939 roku dywizjon wypłynął z Leith do Plymouth. Następnego dnia, w drodze do nowej bazy, dywizjon wykonał pierwszy w II wojnie światowej atak na niemiecki U-Boot. Admiralicja Brytyjska przyznała ORP „Błyskawica” prawdopodobne poważne uszkodzenie wrogiego okrętu podwodnego.
1 listopada 1939 roku dywizjon przybył do Harwich, gdzie został wcielony w skład 1 Flotylli Niszczycieli, komandora Jerzego Creasy. Zadaniem flotylli było eskortowanie statków wzdłuż wschodnich wybrzeży Anglii i prowadzenie działań przeciwko niemieckim okrętom na podejściach do kanału La Manche. Zadania te okręty dywizjonu wykonywały do wiosny 1940 roku.
7 kwietnia 1940 roku dywizjon przybył do Scapa Flow, głównej bazy brytyjskiej marynarki wojennej, z której rozpoczął swój udział w kampanii norweskiej. W ramach tej kampanii, okręty dywizjonu walczyły w bitwie o Narwik. 4 maja 1940 roku, w fiordzie Rombakken niemiecki samolot He 111 zatopił ORP „Grom”. W maju 1940 roku, pozostałe dwa okręty dywizjonu, wzięły udział w kampanii francuskiej, a konkretnie w operacji „Dynamo”. W ramach tej ostatniej ORP „Burza” został ciężko uszkodzony.
Po zatopieniu ORP „Grom” dywizjon został rozwiązany.
Organizacja i obsada personalna dywizjonu 31 sierpnia 1939

Dowództwo
- dowódca dywizjonu – kmdr por. dypl. Roman Stankiewicz

ORP „Wicher”
- dowódca okrętu – kmdr por. Stefan de Walden
- zastępca dowódcy okrętu – kpt. mar. Radosław Nowakowski

ORP „Burza”
- dowódca okrętu – kmdr ppor. Stanisław Nahorski
- zastępca dowódcy okrętu – kpt. mar. Zbigniew Wojewódzki

ORP „Grom”
- dowódca okrętu – kmdr ppor. Aleksander Hulewicz
- zastępca dowódcy okrętu – kpt. mar. Ludwik Lichodziejewski

ORP „Błyskawica”
- dowódca okrętu – kmdr por. Włodzimierz Kodrębski
- zastępca dowódcy okrętu – kpt. mar. Tadeusz Gorazdowski

Dowódcy dywizjonu:
- kmdr por. Włodzimierz Brunon Steyer (14 IV 1933 – 1 VI 1935)
- kmdr por. Stanisław Hryniewiecki (1937-1938)
- kmdr Tadeusz Morgenstern-Podjazd (1938-1939)
- kmdr por. dypl. Roman Stankiewicz (2 IV – 17 XII 1939)
- kmdr ppor. Stanisław Nahorski
- kmdr por. Stanisław Hryniewiecki (do V 1940)